# Athletic Club 2017-2018
Questa voce raccoglie le informazioni riguardanti l'Athletic Club nelle competizioni ufficiali della stagione 2017-2018.

## Rosa
| N. |                   | Ruolo | Calciatore                |
| -- | ----------------- | ----- | ------------------------- |
| 1  | Spagna (bandiera) | P     | Kepa Arrizabalaga         |
| 3  | Spagna (bandiera) | D     | Enric Saborit             |
| 4  | Spagna (bandiera) | D     | Iñigo Martínez            |
| 5  | Spagna (bandiera) | D     | Yeray Álvarez             |
| 6  | Spagna (bandiera) | C     | Mikel San José            |
| 7  | Spagna (bandiera) | C     | Beñat Etxebarria          |
| 8  | Spagna (bandiera) | C     | Ander Iturraspe           |
| 9  | Spagna (bandiera) | A     | Enrique Sola              |
| 10 | Spagna (bandiera) | A     | Iker Muniain              |
| 11 | Spagna (bandiera) | A     | Iñaki Williams            |
| 30 | Spagna (bandiera) | D     | Unai Núñez                |
| 13 | Spagna (bandiera) | P     | Iago Herrerín             |
| 14 | Spagna (bandiera) | C     | Markel Susaeta (capitano) |

| N. |                   | Ruolo | Calciatore       |
| -- | ----------------- | ----- | ---------------- |
| 15 | Spagna (bandiera) | D     | Iñigo Lekue      |
| 16 | Spagna (bandiera) | D     | Xabier Etxeita   |
| 17 | Spagna (bandiera) | C     | Mikel Rico       |
| 18 | Spagna (bandiera) | D     | Óscar de Marcos  |
| 19 | Spagna (bandiera) | A     | Sabin Merino     |
| 20 | Spagna (bandiera) | A     | Aritz Aduriz     |
| 21 | Spagna (bandiera) | C     | Mikel Vesga      |
| 22 | Spagna (bandiera) | C     | Raúl García      |
| 24 | Spagna (bandiera) | D     | Mikel Balenziaga |
| 25 | Spagna (bandiera) | P     | Unai Simón       |
| 28 | Spagna (bandiera) | C     | Iñigo Córdoba    |
| 34 | Spagna (bandiera) | D     | Andoni López     |